# Monasterio de los Tres Jerarcas Santos
El monasterio de los Tres Jerarcas Santos (en rumano: Mănăstirea Sfinții Trei Ierarhi din Iași  de Iași es un monumento de arquitectura de gran valor de Rumanía (cod. LMI IS-II-a-A-04076). Situado en el centro histórico de la ciudad de Iași, en la avenida Ștefan cel Mare și Sfânt (antigua Ulița Mare), la iglesia de los Tres Jerarcas fue edificada bajo el voivoda (“príncipe”) Vasile Lupu, entre los años 1637 y 1639, con el fin de servir de necrópolis principesca; la construcción refleja la admiración del príncipe hacia el mundo bizantino, ya que combina estructuras y formas tradicionales con materiales preciosos y una decoración fastuosa.

## Dedicación de la Iglesia
Grabada en piedra en la fachada sur de la iglesia de los Tres Jerarcas, la inscripción votiva permite leer: «...he levantado esta construcción en nombre de los tres santos: Basilio el Magno (también conocido como san Basilio de Cesarea), Gregorio el Teólogo (también conocido como Gregorio de Nacianzo o Gregorio Nacianceno) y Juan Crisóstomo (también conocido como Juan de Antioquía) y fue bendecida en el mes de mayo, el sexto día, del año 7147 (1639) por el obispo metropolitano Varlaam...». Automáticamente, la dedicación de la Iglesia (los Santos Patronos) sitúa el edificio en el mundo de los Santos Padres de la Iglesia, defensores de los dogmas de Nicea, bendecidos con conocimiento y renombrados por su afán. Si en ese convulso siglo IV cristiano, los tres teólogos habían luchado por salvaguardar la unidad de la Iglesia, los constructores de la iglesia que lleva sus nombres lograron, doce siglos más tarde, fusionar influencias considerables de mundos distintos en un solo monumento, ligado estructuralmente a la tradición del lugar. El espacio eclesiástico construido de esta manera, se ganó un lugar de primer rango en el arte rumano, en la historia del pueblo, del país y de la Iglesia Ortodoxa. Logra reflejar un período histórico significativo con confluencias benéficas y es representativo del espíritu creador de una sociedad que, a través de sus logros artísticos, es única.

## Edificación

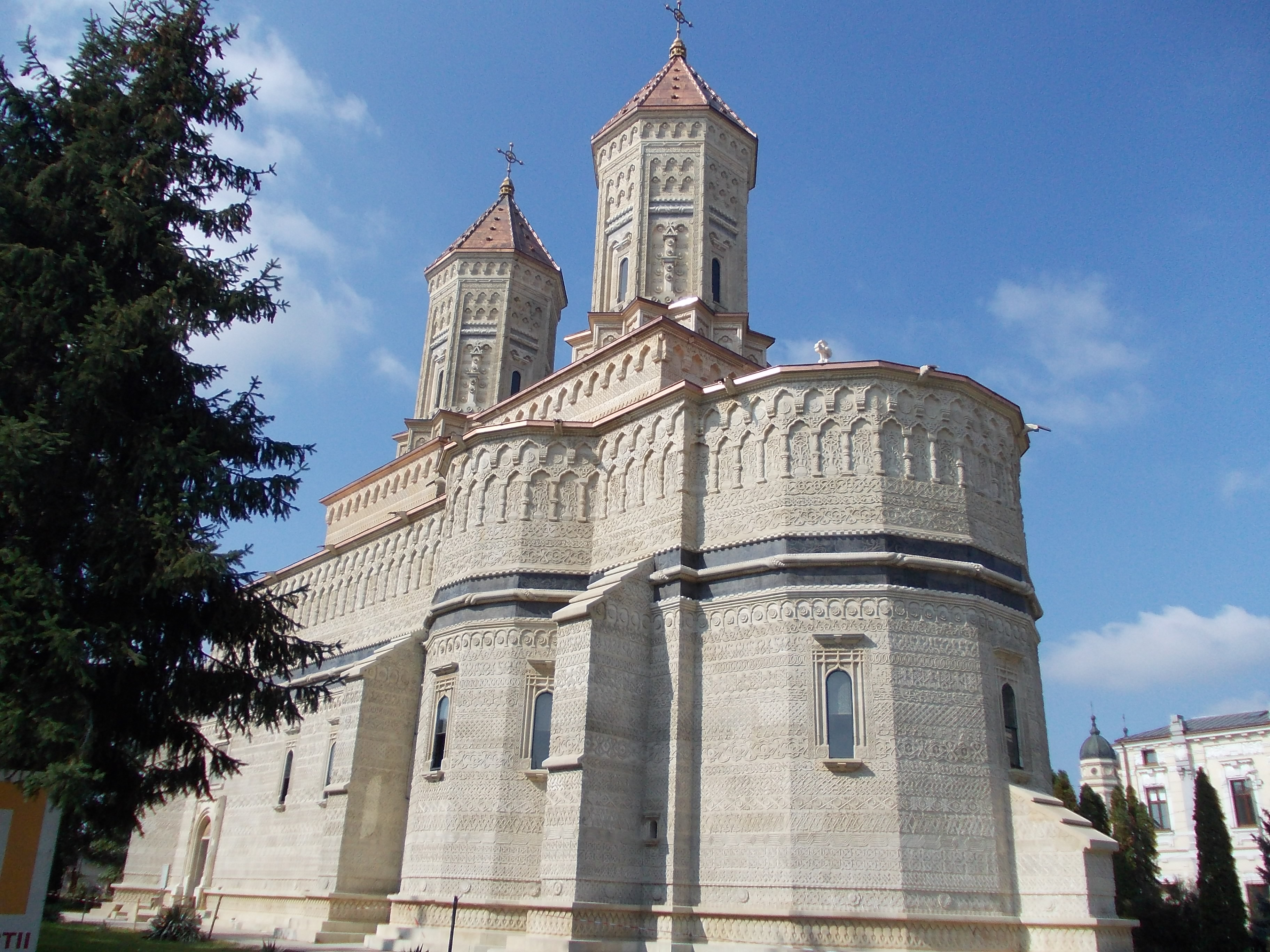
La iglesia tres Jerarcas

El fundador de este monumento singular construido entre los años 1637-1639 fue el piadoso príncipe de Moldavia, Vasile Lupu, una de las figuras importantes de la historia rumana y reconocido defensor de la Iglesia Ortodoxa. Durante los primeros años de su principado, cuando el Patriarcado de Constantinopla estaba en situación crítica —ahogado por deudas, dominado por intrigas y azotado por el desorden— Vasile Lupu interviene e intenta restablecer el orden de las cosas; más tarde, será él quien salde las deudas del Santo Sepulcro y las de los monasterios del Santo Monte Athos; asimismo, hará numerosas donaciones como iniciador (promotor) de algunas obras de culto y caridad cristiano-ortodoxas en Polonia, Bulgaria y Grecia.
Testigo de la grandeza del príncipe, la iglesia de los Tres Jerarcas se erige en el centro de Iași, en la actual avenida de Stefan cel mare si Sfânt, en la vecindad de las iglesias de Sfântul Nicolae, Sfântul Sava, Barnovschi y el monasterio Golia, a los que se les fue juntando, sucesivamente, otros monumentos religiosos y laicos, atraídos —se podría decir— al centro tradicional, al lugar que la historia había ennoblecido ilat.
Hecha para impresionar, como para «dejar asombrada» al alma de los contemporáneos, la construcción manifiesta la atracción por lo fastuoso de su fundador del cual, Nicolae Iorga decía que «al día de subir al trono, adoptó el nombre de Vasile y se adentró en el sueño bizantino». Y, en verdad, la iglesia de los Tres Jerarcas de Iași refleja la aspiración hacia el mundo maravilloso de Bizancio, combinando estructuras y formas tradicionales con materiales preciosos y una decoración fastuosa.

## La arquitectura

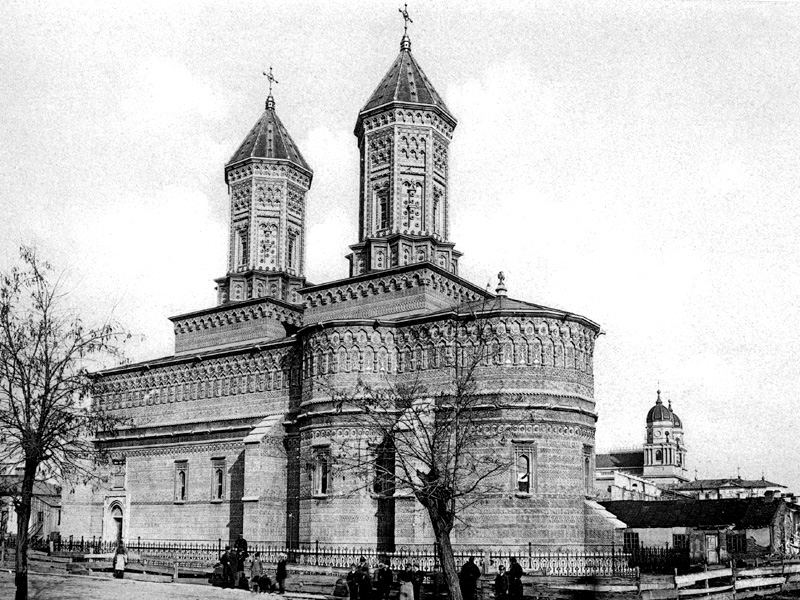
La iglesia tres Jerarcas

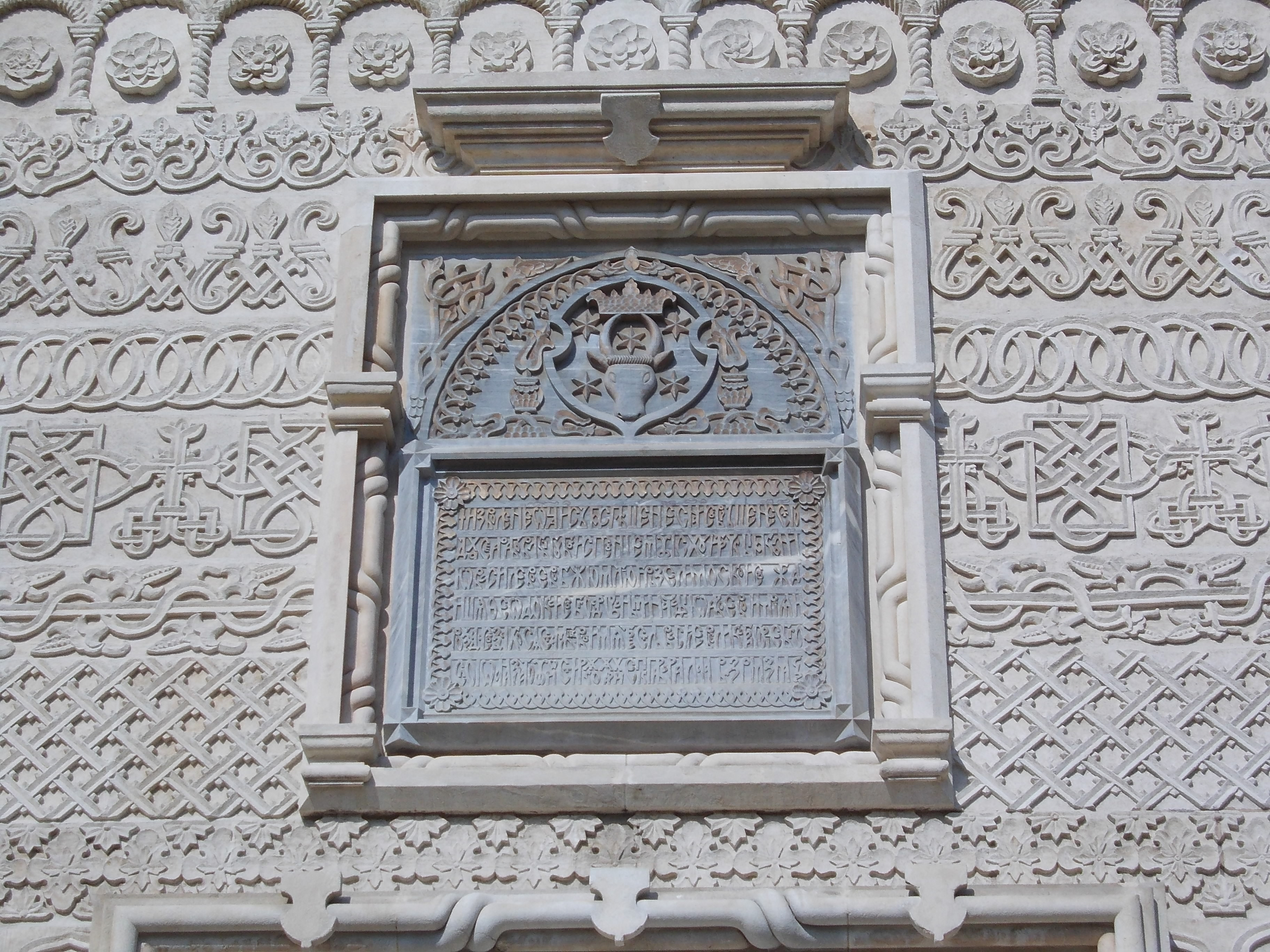
Detalle

Según resulta del estudio elaborado por Gheorghe Balș, el monumento respeta en grandes líneas la planta de las iglesias moldavas del siglo XVI —una planta tricónica inspirada por la iglesia Galata de Iasi, con una cúpula adicional, encima del pronaos—. La bóveda respeta el ingenioso sistema moldavo de construcción de las bóvedas y comprende dos registros sobrepuestos, respectivamente, de cuatro y ocho arcos de bóveda dispuestos de modo oblicuo y que, junto a las pechinas que están encima, logran reducir el diámetro del campanario. Al exterior, en las fachadas, la distribución de los elementos decorativos recuerda a la iglesia del monasterio de Dragomirna (Moldavia 1606-1609) y la separación del parámetro con la ayuda de un cinturón típico en los monasterios de Muntenia. Por otro lado, la influencia del gótico transilvano destaca en muchos puntos: en los contrafuertes, en la armadura en piedra de las ventanas, en el perfil de las puertas, los marcos con molduras y arcos conopiales.
Lo que impregna esta construcción de un carácter particular y la sitúa entre las creaciones más originales del arte moldavo, es el contraste armónico que hay entre, por un lado, las formas de arquitectura bien marcadas y proporcionadas y por otro, las decoraciones esculpidas que visten como un encaje la superficie entera de las cuatro fachadas, incluso los contrafuertes y las arquivoltas de los laterales y de la base de los campanarios. Los ornamentos son de lo más variado: unas hendiduras con arcadas fasciculadas parecidas a los modelos orientales, columnas pequeñas como en las iglesias rusas, vasos persas de los que surgen tallos floridos, motivos geométricos como en Georgia y Armenia, el parámetro dividido por un cinturón en forma de soga torcida, enmarcada por dos franjas de mármol decoradas al estilo renacentista y barroco. Todo está colocado en una unidad que parece cobrar vida a la luz. Además, subrayada por tonalidades azuladas resaltadas por el dorado, esta decoración contribuye en gran medida a la notoriedad que la iglesia de los Tres Jerarcas ha ganado desde su construcción. La pintura fue realizada por maestros reconocidos como: Sidov Pospeev, Iacob Gavrilov, junto con los pintores moldavos Nicolae Zugravu cel Bătrân (Nicolae Zugravu el Viejo) y Ștefan.
Paul de Alep, archidiácono de Antioquía que acompañó al patriarca Macario en su viaje a los principados rumanos, después de examinar con gran atención el edificio, expresó su entusiasmo en su libro escrito en árabe, Viajes; fue traducido y publicado en Bucarest, en 1900.

## Historia

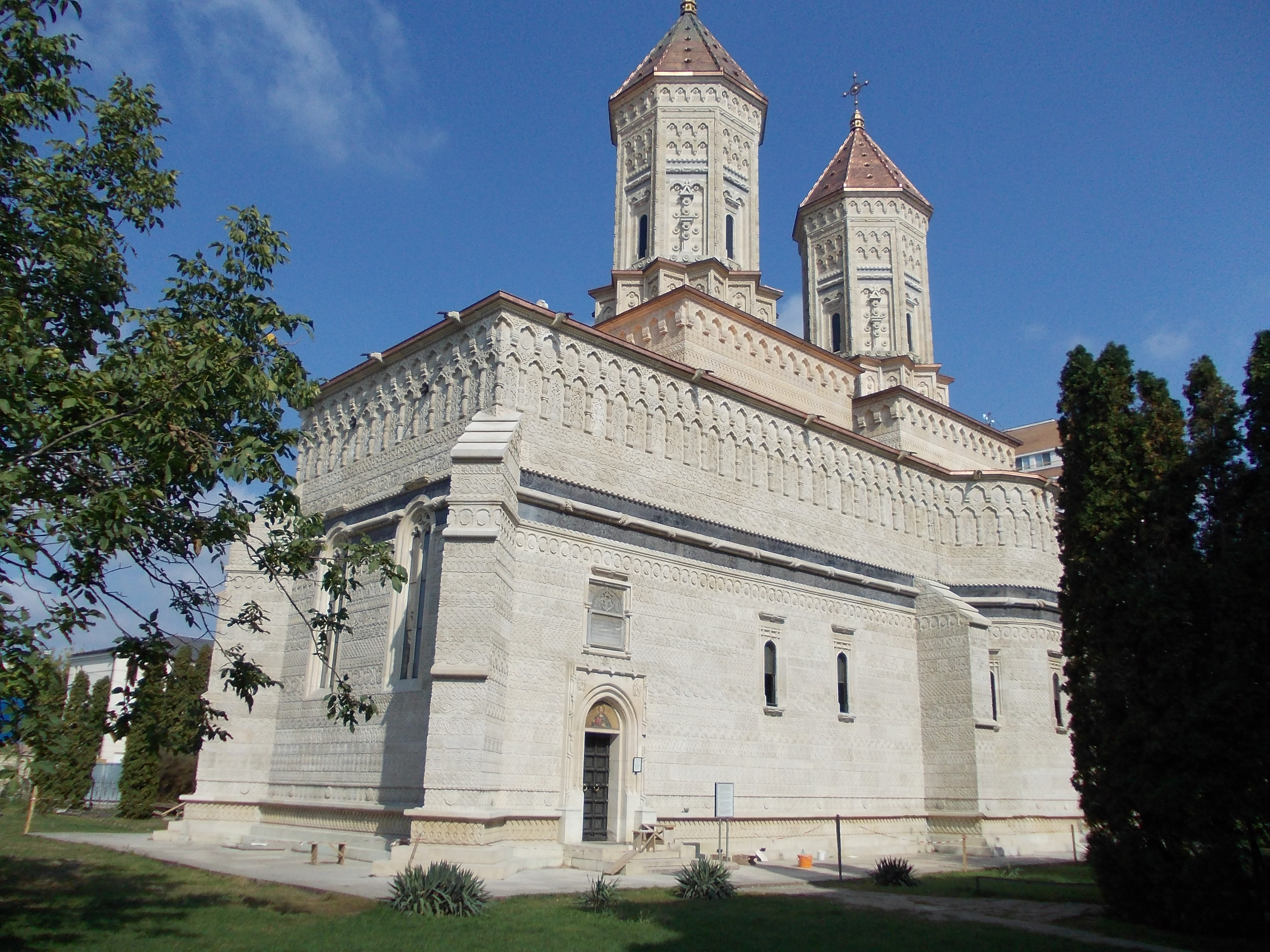
La iglesia

En 1641 fueron llevadas a la iglesia las reliquias de santa Parascheva de los Balcanes, enviadas por el Patriarcado y el sínodo de Constantinopla en señal de reconocimiento por las acciones y las donaciones generosas del príncipe Vasile Lupu. El ataúd con las veneradas reliquias fue transportado en un barco, por el Mar Negro y fue acompañado por tres obispos metropolitanos griegos: Ioanichie de Heraclea, Partenie de Adrianopol y Teofan de Paleopatra . Al llegar a Galați, y después a Iași, las reliquias fueron recibidas por Vasile Vodă Lupu, por el obispo metropolitano Varlaam y por los obispos de Roman y Huși, por clero y fieles. El 13 de junio de 1641, las reliquias fueron colocadas en la iglesia del monasterio de „Tres Jerarcas”. Las reliquias de santa Parasqueva fueron trasladados a la catedral metropolitana de Iași después de que esta fuera consagrada, el 23 de abril de 1887.
Saqueada y quemada por los invasores llegados del Este (1650) y del Norte (1686), sacudida por terremotos (1711, 1781, 1795, 1802), la iglesia „Tres Jerarcas” será restaurada: la arquitectura, entre los años 1882 - 1887 y la pintura y el condicionamiento interior, entre los años 1882-1898. La iglesia volvió a ser consagrada en 1904. Junto a los fundadores, aquí reposan los restos mortales del erudito voivoda exiliado, Dimitrie Cantemir (1710-1711) y el primer príncipe (en original, domnitor que puede traducirse como 'gobernante', 'príncipe', 'señor') de Rumanía, Alexandru Ioan Cuza (1859-1866).
En el patio interior de la iglesia existió [a mediados del siglo XV]un monasterio del cual, hoy en día, ha quedado solo el edificio que comprende la sala Gótica —la antigua Schola Basiliana— como testimonio de la rica vida cultural de aquellos tiempos. La imprenta instalada aquí y cuya prensa tipográfica había sido traída de Kiev con el apoyo del obispo metropolitano Petru Movila, fue dirigida por el abad del monasterio y el director de la recién abierta escuela, el monje Sofronie. Fue aquí donde se publicó el primer libro impreso de Moldavia (en lengua griega) y en el año siguiente, 1643, la famosa Cazanie del obispo metropolitano Varlaam.

## Eventos importantes en la historia de la iglesia
En la iglesia se han celebrado algunos eventos de importancia:
- en 1642, el Concilio de Iași (que tuvo lugar en el antiguo refractario del monasterio y conocido hoy día como la sala Gótica) que adoptó la notoria Confesión de Fe Ortodoxa;

- en 1645,  la consagración del patriarca Paisie de Jerusalén, antiguo abad del monasterio de Galata;

- en 1991, el monasterio de los Tres Jerarcas Santos volvió a ser abierto como tal, después de haber funcionado durante mucho tiempo solamente como iglesia;

- en enero de 1993, el simposio bajo los auspicios de la Comisión Nacional de Rumanía para la UNESCO, el Ayuntamiento de Iași, el Consejo Local y la Iglesia Metropolitana de Moldavia y Bucovina que dio a conocer los resultados de muchos estudios especializados referentes al estado y las necesidades de la construcción, como también, el interés manifiesto de las autoridades por la conservación y la puesta en valor del edificio.

- en 1997, fue desvelado el busto de Mihai Eminescu quién vivió durante un tiempo en el recinto del monasterio.

Con motivo de los trabajos de restauración dirigidos por el arquitecto André Lecomte du Noüy entre los años 1882-1890, la pintura interior original de la iglesia “Tres Jerarcas” fue destrozada. Ciertas intervenciones controvertidas marcaron una etapa característica en el proceso de las restauraciones de aquel entonces, en Rumanía, animada por acciones y debates públicos, por una lucha de opiniones entre los intelectuales de la época y los entornos oficiales, que llevaron, al final, a la afirmación de ciertos principios correctos sobre la protección y restauración de los monumentos históricos. Sin poder ser igualada, la principal edificación de Vasile Lupu, sirvió de inspiración para la construcción y decoración de la iglesia del gran conjunto arquitectónico del monasterio de Cetatuia (1669-1672) en las cercanías de Iași, así como para la iglesia del monasterio de Putna.
Hoy en día, el monasterio de los Tres Jerarcas Santo cuenta casi 380 años y representa un monumento inconfundible y conserva todo el poder de la tradición. La pátina del tiempo que difumina hoy el brillo de la decoración de antaño, le presta sin embargo, la sobriedad de la edad. La línea esbelta de su silueta y los ornamentos dispuestos en líneas horizontales, animan a todo el conjunto. Si, según Anton Dumitru en su El libro de los encuentros admirables, Paideuma significa en griego 'el que es culto', pero también significa 'el lugar donde se aprende', 'el lugar donde ocurren cosas', entonces, un tal sitio debe de ser Tres Jerarcas de Iași, ya que éste muestra perfectamente en qué medida pueden combinarse y coexistir las influencias provenientes de culturas tan variadas, siempre y cuando encuentren un entendimiento perfecto, en un ambiente solemne, junto a un anfitrión generoso.